# 锡箔帽

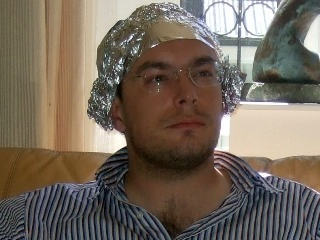
一名戴锡箔帽的男子

锡箔帽（英語：Tin foil hat）是用一层或多层铝箔或者类似材料制成的头饰。有人販賣这种帽子，聲稱它可以抵擋思想控制、读脑和电磁场对大脑的影响。
佩戴锡箔帽可以防范上述威胁的想法沒有科學證據支持，更淪为一个广为认知的人物形象刻画和嘲笑用词。该词等价于迫害妄想，并常常用来形容阴谋论者。